# Philip Weiss
Philip Weiss es un periodista de investigación que escribe para The New York Observer, The Nation y The American Conservative y que en pasado escribió para National Review, Washington Monthly, The New York Times Magazine, Esquire, Harper's Magazine, y Jewish World Review. Él también escribió el libro American Taboo: A Murder In The Peace Corps. 